# San Antonio Yacasay
San Antonio Yacasay är en ort i Mexiko.   Den ligger i kommunen Champotón och delstaten Campeche, i den östra delen av landet, 900 km öster om huvudstaden Mexico City. San Antonio Yacasay ligger 42 meter över havet och antalet invånare är 473.
Terrängen runt San Antonio Yacasay är platt. Runt San Antonio Yacasay är det glesbefolkat, med 11 invånare per kvadratkilometer. Närmaste större samhälle är Maya Tecún I, 11,5 km väster om San Antonio Yacasay. I omgivningarna runt San Antonio Yacasay växer i huvudsak städsegrön lövskog.